# اشترناخ ۱۲۱۳۱
سیارک ۱۲۱۳۱ (به انگلیسی: 12131 Echternach، نامگذاری:2085P-L) دوازده هزار و صد و سی و یکمین سیارک کشف شده‌است که در ۲۴ سپتامبر ۱۹۶۰ کشف شد.